# Caribbomerus attenuatus
Caribbomerus attenuatus är en skalbaggsart som först beskrevs av Louis Alexandre Auguste Chevrolat 1862.  Caribbomerus attenuatus ingår i släktet Caribbomerus och familjen långhorningar.
Artens utbredningsområde är:
- Bahamas.
- Kuba.
- Guadeloupe.
- Dominica.

Inga underarter finns listade.